# Квікборн
Квікборн (нім. Quickborn) — місто в Німеччині, розташоване в землі Шлезвіг-Гольштейн. Входить до складу району Піннеберг.
Площа — 43,16 км2. Населення становить 21 659 ос. (станом на 31 грудня 2020).